# Адмирал Головко (ракетен крайцер, 1962)
Адмирал Головко (до 18 декември 1962 г. – „Доблестни“ (на руски: Доблестный)) е ракетен крайцер, трети от общо четири кораба, от проекта 58 на ВМФ на СССР. „Адмирал Головко“ е корабът с най-продължителна служба сред тях.

## История на създаването
Появата във ВМФ на СССР на ракетните крайцери от проекта 58 е обусловено от стремежа на съветското военноморско ръководство да намери асиметрични способи за борба с многократно превъзхождащите съветския флот ВМС на страните от НАТО. Без възможности да създадат сравними по корабен състав сили, съветските адмирали желаят да достигнат успех за сметка на най-новите технически достижения, преди всичко в областта на ядрената енергетика и управляемото ракетно оръжие. Особени надежди се възлагат на ракетите, които трябва да компенсират отсъствието у флота на палубна авиация, което ограничава неговите ударни възможности до радиуса на действие на самолетите с брегово базиране. В същото време при вероятния противник има достатъчно количество цели за новото оръжие и преди всичко авионосни и амфибийни съединения.
Работите по създаването на новия проект започват през 1956 г. На 6 декември 1956 г., Главнокомандващият ВМФ на СССР С. Г. Горшков утвърждава тактико-техническото задание за есминец с управляемо реактивно оръжие. Малко по-рано, през октомври същата година са дадени заданията за разработката на ЗРК „Волна“ и ПКРК П-35, които трябва да станат основното въоръжение на новите кораби. Разработката на есминеца от проекта 58 е поръчана на ЦКБ-53, а за главен конструктор на проекта 58 е назначен В. А. Никитин. Ескизният проект на есминеца е разгледан през септември 1957 г., след което Управлението по корабостроене на ВМФ дава поръчка за разработката на техническия проект, който е подготвен към март 1958 г.
В хода на построяването на първите кораби от проекта те се наричат в документите на ВМФ „кораби с реактивно въоръжение“. Такава неопределена формулировка е свързана както с неясността на класификацията на новия проект, така и с негативното отношение на военнополитическото ръководство на страната към големите кораби, особено към крайцерите. Въпреки това, започвайки от 1960 г., в различните инстанции на флота се обсъжда въпросът за несъответствието на тактическите задачи и въоръженията на проекта 58 към класа на ескадрените миноносци. Въпросът за окончателната класификация на проекта 58 се решава на 22 юли 1962 г. в хода на визитата на Н. С. Хрушчов на „Грозни“, който изпълнява успешни ракетни стрелби пред съветския лидер. Официалното решение за класификацията на корабите от проекта 58 като ракетни крайцери е обявено на 4 ноември 1962 г.
Първоначалните планове предвиждат построяването на 16 крайцера от проекта 58, но фактически са построени само 4, по един за всеки от флотовете във ВМФ на СССР. Подобно изменение на плановете е предизвикано, в голяма степен, от повишаването на приоритета на противолодъчното направление в развитието на съветското надводно корабостроене, а също и от субективни причини.
„Адмирал Головко“ e третият кораб от проект 58. Заложен е в завода А. А. Жданов в град Ленинград на 20 април 1961 г. Спуснат на вода на 18 юли 1962 г., влиза в строй на 30 декември 1964 г.

## Конструкция

### Корпус и архитектура
При разработката на корпуса на новия кораб за основа е взет теоретичния чертеж на есминеца от проект 56, току-що успешно преминал изпитанията си в морето. Вследствие на този подход чертежът на корпуса е изработен още в стадия на ескизното проектиране. Корпусът има удължен полубак, макар за по-добра мореходност да е желателно да се избере гладкопалубна схема. В носовата му част има плавен подем. Независимо от принудителните решения, мореходните качества на проекта 58 се оказват добри и превъзхождат тези на проект 56. По оценка на американските специалисти, мореходните качества на съветските кораба, обводите на които се създават на основата на корпуса на проект 56, превъзхождат американските кораби с аналогична водоизместимост. Корпусът е от стомана с марка СХЛ-4, набран е по надлъжната система и се разделя на 17 водонепроницаеми отсека. По цялото протежение на корпуса има двойно дъно.
Необходимостта да се поставят голям брой антени и постове за управления води до използване на нов подход при проектирането на надстройките. Те са необикновено развити в сравнение с корабите от предшестващите проекти, което предизвиква опасения за устойчивостта на кораба. Затова основен материал за надстройките са алуминиево-магнезиеви сплави с марки AMr-5B и 6T. При това съмнения за пожароустойчивостта на алуминиево-магнезиевите конструкции се изказват още на стадий проектиране, но остават без отговор. Следва да се отбележи, че такива сплави активно се използват и в чуждестранното военно корабостроене и тази тенденция започва да се обръща едва след Фолкландския военен конфликт, в хода на който се изяснява неудовлетворителната живучест на корабите с голям процент такива материали в конструкцията.
Стоманата е използвана в конструкциите на надстройките доста ограничено. Благодарение на това решение значително се снижава горното тегло, макар парусността на кораба все пак да е смятана за прекомерна. Характерна особеност на крайцерите от проекта 58 са пирамидалните мачти, на които са поместени антените на многобройните РЛС. Това решение впоследствие е повторено в много проекти съветски кораби.

### Въоръжение

#### Основно въоръжение
П-35
Основното въоръжение на крайцерите от проекта 58 става противокорабния ракетен комплекс (ПКРК) П-35. Той е разработен в ОКБ-52 и е версия на ПКРК П-6, предназначен за подводни лодки. От лодъчната версия ракетата П-35 се отличава с малко по-малко тегло и габарити, а също с въздухозаборник с конично централно тяло. Дължината на ракетата съставлява 9,8 м, диаметъра – 0,86 м, размах на крилата – 2,67 м. Стартова маса – 4200 кг (според други данни 4500 кг), маршева – 3800 кг. Маса на бойната част е 560 кг, масата на ВВ – 405 кг. На крайцерите от проекта 58 всяка четвърта ракета е окомплектована с ядрена бойна част. Използват се три височинни режима на полет – 400, 4000 и 7000 м, далечината на стрелба, в зависимост от профила на полет, се колебае от 100 до 300 км. Скоростта на ракетата малко над звуковата и на голяма височина достига 1,3 М.
Насочването на ракетите може да се осъществява като от оператор, по един за всяка ракета, така и в режим на самонасочване. Последният се счита за резервен, тъй като не дава исканата точност на големи дистанции. При насочването на ракетите от оператори те следят за тях с помощта на антените на радиолокационата станция „Бином“ и с достигането на зададената далечина се включват радиолокационните глави за самонасочване на ракетите, данните от които се предават на оператора. След това оператора анализира радиолокационното изображение и или насочва ракетата по избрана цел сам, или дава команда за самонасочване след захващане на целта от главата. Наличието само на четири антени на СУО „Бином“ позволява да се формира залп само от четири ракети. Останалите четири може да се пуснат на режим самонасочване със значително намаляване на точността и далечината.
Ракетите П-35 се поместват в четворните пускови установки СМ-70. Тези установки могат да се завъртат по хоризонталната плоскост на 120° по всяка страна, и се вдигат на ъгъл 25° за пуск, за което са необходими 1,5 минута. Завъртането по хоризонталната плоскост става със скорост 5° в секунда. Крайцерите дават ракетен залп, намирайки се с борд спрямо противника. Такова решение позволява да се реши проблема за отработените газове на двигателите на ракетите и да се спестят газоотводните конструкции, а също не изисква завъртането на самите ракети към целта след старта. От друга страна, установката става прекалено тежка и сложна и впоследствие съветския ВМФ се отказва от такива.
Освен ракетите в пусковите установки на крайцерите от проекта 58 има още осем ракети в погребите, поместени в надстройките. Обаче идеята за презареждане на огромните ракети в открито море се оказва неудачна. Тази операция може да се направи само при спокойно състояние на морето, но даже в този случай тя отнема повече от час. По мнение на специалисти, в бойна обстановка крайцерът ще е потопен от противника още преди да завърши презареждането.

#### Зенитно въоръжение
М-1 „Волна“
Зенитното въоръжение на крайцерите от проекта 58 е представено от ЗРК М-1 „Волна“, се морски вариант на сухопътната система С-125. Двурелсовата пускова установка е поместена в носовата част на крайцера, пред ПУ СМ-70 и може да дава до два залпа в минута. Системата за управление „Ятаган“ е едноканална и осигурява насочването на едната или двете ракети по една цел. Освен едноканалността към недостатъците на този ЗРК се отнасят рязкото намаляване на точността на стрелбата на големи дистанции. Общият боезапас на ЗРК съставлява 16 ракети (ЗУР) в две подпалубни барабанни установки. Ракетата В-600 е унифицирана със сухопътния ЗРК и има следните характеристики: дължина – 5,88 м, стартова маса – 923 кг, маса на бойната част – 60 кг, скорост на полета – 600 метър в м/с. Комплексът може да поразява въздушни цели на дистанции от 4000 до 15 000 метра, на височини от 100 до 10 000 метра.
Независимо от своите недостатъци ЗРК М-1 се счита за напълно надежден, поставя се на много кораби от различни проекти и след серия модернизации остава на въоръжение до края на XX век. В средата на 1960-те години моряците се научават да стрелят с ракетите от този комплекс по морски цели в пределите на радиохоризонта и в периода на обостряне на международната обстановка се уповават на него като на средство за борба с корабите на противника даже повече, отколкото на П-35, тъй като той има в пъти по-малко време за реакция. Въпреки това, да осигури надеждна ПВО даже на самия крайцера М-1 „Волна“ не може.

#### Артилерийско въоръжение
76,2-мм сдвоена корабна артустановка АК-726
Артилерийското въоръжение на крайцерите от проекта 58 е изначално представено от две универсални сдвоени куполни артустановки АК-726, поставени в кърмовата част на крайцера по линейно-терасовидна схема. Тази установка се оказва единствената артиллерийска система среден калибър, приета на въоръжение от флота през 1960-те години. АК-726 е разработена от ЦКБ-7 в периода 1957 – 1958 г. и преминава държавни изпитания през 1962 г. Крайцерите от проекта 58 стават първите кораби на флота, въоръжени с тази система.
Двете автоматични оръдия 76,2 мм са в обща люлка в лекобронирана кула. Скорострелността им достига 90 изстрела в минута на ствол, дължината на непрекъснатата серия изстрели достига 45, след което трябва да се охлади с вода. Масата на проектила съставлява 5,9 кг, далечината на стрелба е 15,7 км, досегаемост по височина – 11 км. Общата маса на установката достига 26 тона. Сериозен недостатък на проекта става наличието на крайцерите от проекта 58 на само една система МР-105, управляваща огъня на АК-726, за това двете установки на крайцера могат ефективно да действат само по една цел едновременно. Основната задача на АК-726 е осигуряването на ПВО, а също и борбата с малоразмерни морски цели. Като цяло, АК-726 не е достатъчно ефективна установка. За борба с реактивни самолети нейната скорострелност е прекалено ниска, с несъвършена система за управление на огъня, а прекалено лекия снаряд препятства успешната борба с морски и брегови цели.
45-мм салютно полуавтоматично оръдие 21-К
2 едностволни 45-мм салютни полуавтомата 21-К с дължина на ствола 46 калибра, разположени побордно при гротмачтата. Тези установки нямат противоосколочни щитове и механични системи за насочване. Скорострелност на полуавтомата съставлява 25 изстрела/минута. Ъгъл на вертикално насочване от −10° до +85°. Начална скорост на снаряда 740 м/с, далечина на стрелбата до 9,2 км, а досегаемост по височина – 6 км. Масата на оръдието достига 507 кг.
30-мм шестстволна автоматична корабна артилерийска установка АК-630М
Появяват се крайцерите от проекта 58 в хода на тяхната модернизация. 4 шестстволни 30-мм автомата АК-630М с дължина на ствола от 54 калибра, разположени по два, побордно на платформи при първия комин. Артустановката е куполовиден тип с въртящ се блок от стволове в кожух с надлъжен бутален затвор, който осигурява принудително добутване на изстрела и екстракция на гилзата. Скорострелността на установката съставлява 4000 – 5000 изстр./мин. Охлаждането на блока стволове става чрез циркулация на дестилирана вода или антифриз между кожуха и стволовете. Ъгълът на вертикално насочване е от −12 до +88°, а на хоризонталното до 180°. Началната скорост на снаряда е 960 м/с, далечината на стрелба е до 8,1 км. Подаването на боеприпасите за автомата е лентово, лентата за 2000 патрона е разположена в кръгъл пълнител. Разчетът на оръдието включва двама души. Масата на установката съставлява 1,92 тона. Автоматите имат система за дистанционно управление от 2 РЛС МР-123 „Вымпел“ или с помощта на автономното визьорно, прицелно устройство „Колонка“.

#### Минноторпедно въоръжение
Торпеда СЕТ-53 или 53-56
2 тритръбни 533-мм торпедни апарата ТТА-53-57бис за стрелба със самонасочващите се противолодъчни торпеда СЕТ-53 или с торпедата 53 – 56, разположени побордно в средната част на кораба. Торпедните апарати са пневматични, комплектовани с възможност за ръчно насочване и с механично електрозадвижване за дистанционно насочване. За дистанционното управление на торпедната стрелба се използва приборът за управление на торпедната стрелба „Зуммер-58“, който осигурява последователно и залпово изстрелване на торпедата. Торпедото 53 – 56 е самонасочващо се, правоходово, кислородно-бутално, с прибор за маневриране, трирежимно. Т.е. има възможност за програмиране на режима за далечина на действие от 4, 8 или 13 км. Теглото на бойната част на торпедото съставлява 400 кг при тегло на самото торпедо от 1,9 тона, а взривателят, НВ-57, е неконтактен от оптичен тип, който осигурява детонацията на бойния заряд на разстояние 3 – 5 метра от целта. Скоростта на ход на торпедото достига до 50 възела (на 4 км), 40 възела (на 8 км) и 35 възела (на 13 км). Боезапасът включва 6 торпеда в ТА. Торпедото СЕТ-53 е електрическо, противолодъчно, самонасочващо се по две равнини. Системата за насочване е пасивна, реагира на шум на подводница, която се движи на скорост с поне 9 възела. Теглото на БЧ торпедото съставлява 287 кг при тегло на самото торпедо от 1,47 тона, а скоростта на хода достига до 23 възела при далечина на действие от 8 км и дълбочина на потапяне от 20 до 200 метра. Самонасочващата глава на торпедото може да открива цели в пределите на до 60° по всяка страна на надлъжната ос на торпедото, а радиусът на самонасочване достига 600 метра. Боезапасът включва 6 торпеда в ТА.

#### Противолодъчно и противоминно въоръжение
Реактивна бомбометна система 6000 „Смерч-2“
Двата реактивни бомбомета РБУ-6000, калибър 212-мм с 12 ствола, системата за управление на стрелбата „Буря“ и дълбочинни бомби, са разположени побордно на бака пред ЗРК. РБУ-6000 представлява 12-стволна 212-мм пускова установка, с маса 3,1 тона, стационарно поставена на палубата на кораба. Стрелбата се води от една или от двете установки, както с единични изстрели, така и залпово. Насочването на РБУ-6000 става с помощта на електрозадвижване по хоризонтала и по вертикала. Запасът от 192 дълбочинни бомби РГБ-60 е разположен в погреб под пусковите установки. Зареждането на пакета стволове става с помощта на дистанционно управляемо устройство, в което бомбите от погреба се подават със специален подъемник. След зареждането на последния ствол на РБУ-6000 тя автоматично преминава в режим на насочване, а след изразходването на всички бомби отново минава в режим на зареждане: пакетът стволове се спуска на ъгъл 90° и се завърта за зареждане на поредния комплект по курсовия ъгъл. Реактивните дълбочинни бомби РГБ-60 имат маса 113 кг, заряд от ВВ 23 кг и могат да поразяват подводни цели на дълбочини от 15 до 450 м. Радиусът на разрушителното въздействие по подводната лодка е до 7 метра, а скоростта им на потапяне е 11,6 м/с. Всички 12 бомби се изстрелват за 5 с. Крайцерът носи 2 бързоходни акустически охранителя (БОКА) за защита от акустични торпеда и мини. Използването им се предвижда на скорости от 10…30 възела при вълнение на морето до 7 бала. С оглед доста скромната далечина на засичане на ХАС „Геркулес-2“, далекобойността на РБУ-6000 изглежда напълно достатъчна, обаче, по същество, този бомбомет представлява доведено до съвършенство оръжие от времето на Втората световна война, недостатъчно ефективно против атомните подводни лодки.

#### Авиационно въоръжение
Вертолет КА-25ПЛ
Вертолетът КА-25ПЛ е с временно базиране има съосно въртящи се винтове и екипаж от 2 – 3 души. Лопастите на винтовете са с възможност да се сгъват. В носовият долен обтекател на фюзелажа на КА-25ПЛ е разположена РЛС „Инициатива-2К“. Зад обтекателя се намира кабината на екипажа, където са монтирани комплексите за прицелното, пилотажно-навигационното и радио оборудвания. Освен това на вертолета има автопилот, радиокомпас, система за автоматична стабилизация на вертолета и на оборотите на носещите винтове по време на полет. Бордовото оборудване осигурява изпълняването на полети и днем, и нощем. В задната част на главната кабина е разположена спускаема на дълбочина до 40 метра хидроакустична станция ОГАС МГ-329 „Ока“ и радиохидроакустичната система „Баку“ с приемното устройство СПАРУ-55 „Памир“. В контейнер отстрани на фюзелажа зад дясната главна опора на шасито се намират отделяемите радиохидроакустични буи РГАБ. Въоръжението му се състои от противолодъчното самонасочващо се торпедо АТ-1 или 4 – 8 дълбочинни бомби с маса 250 и 50 кг. Касетата с радиохидроакустичните буи, също така се окачва в отсека за въоръжението. Отсекът се отваря с помощта на електромотори. Вертолетът КА-25ПЛ развива максимална скорост до 220 км/ч и има крейсерска скорост до 180 км/ч, далечината на полет достига 450 км, а динамичният, му таван на полета е 3500 метра. Благодарение на своите размери и висока маневреност КА-25ПЛ успешно извършва излитания от неголямата площадка на кораба и каца на нея даже в условията на шестбално вълнение на морето. Вертолетите КА-25 серийно се произвеждат от 1961 г.
Вертолетът КА-25Ц е с временно базиране има съосно въртящи се винтове и екипаж от 2 души. Лопастите са с възможност за тяхното сгъване. В носовия долен обтекател на фюзелажа на КА-25Ц е разположена РЛС за далечно целеуказание на ракетното ударно оръжие МРСЦ-1 „Успех-У“. Зад обтекателя се намира кабината на екипажа, където са монтирани комплексите за пилотажно-навигационното и радиосвързочното оборудвания. Освен това на вертолетът има автопилот, радиокомпас, система за автоматична стабилизация на вертолета и оборотите на носещите винтове в полет. Бордовото оборудване осигурява полети през деня и нощта. Задният отсек има врати задвижвани от електромотори. Вертолетът КА-25Ц развива максимална скорост до 220 км/ч и има крейсерска скорост до 180 км/ч, далечината на полета достига 450 км, а динамичният таван е 3500 метра. Благодарение на своите размери и висока маневреност КА-25Ц успешно извършва излитания от неголямата площадка на кораба и каца на нея даже в условията на шестбално вълнение на морето. Вертолетите КА-25Ц серийно се произвеждат от 1971 г.

#### Средства за връзка, откриване, спомагателно оборудване
Унифицираната система за радиовръзка „Победа-2“ осигурява безидирваща и безнатройкова връзка между кореспондентите и се състои: от предаватеките Р-641Д „Искра-Д“, Р-642Д, Р-644Д „Черешня-Д“, Р-645Д, Р-646; приемниците Р-670М „Русалка-М“, Р-671М „Гиацинт-М“, Р-674М „Берилл-М“, Р-675Н „Оникс-Н“, Р-678Н „Брусника-Н“; от радиостанцията Р-609М „Акация-М“. Апаратурата на системата е монтирана в приемащ и предаващ радиоцентрове.
РЛС за навигация „Дон“ със сантиметров (3-см) диапазон на вълната, е предназначена за мониторинг над навигационната обстановка и решаване на навигационни задачи и позволява да се определя, при кръгов обзор, на далечина до целта от тип крайцер на 25 км и до въздушна цел до 50 км. Антенният пост за РЛС е разположен на площадка на фокмачтата. Станцията е приета на въоръжение през 1957 г.
Радиопеленгаторът „Визир-1“ е предназначен за определяне на мястото по радиомаяци през нощта и при лоша видимост. Антената (тип рамка) на радиопеленгатора е разположен върху мачтата. Пеленгаторът работи в диапазона на дългите и средните вълни.
Ехолотът „НЭЛ-3“, е електроакустичен (работна честота 21,3 кХц) е навигационен прибор за измерване на дълбочината под кила на кораба. Потребляемата от ехолота мощност съставлява 0,2 кВт, потребляемият ток – 1,5 А при напрежение на електрозахранването от 220 В. НЭЛ-3 може да измерва дълбочина под кила в диапазон от 0 до 150 метра с точност на измерването до 100 метра – 4 % и след 100 метра – 2 % при скорост на хода до 15 възела и крен до 15°. Общото тегло на установката е 100 кг.
Автонавигаторът „Путь-1“ е тип аналогово изчислително устройство, което изработва и автоматично изобразява на морска карта изчислените координати на мястото на кораба с помощта на транслиращите се на него стойности на курса от компаса и изминатото разстояние от лага. За автоматичното изчисляване на стойностите на отклоненията от ширините и отклоненията от дължините в автонавигатора се въвеждат информация за курса на кораба, неговата скорост по лага, а също така данни за дрейфа и теченията. За изобразяване на морската карта се използват два планшета, горен и долен, където преди включването на прибора се поставят две еднакви пътни карти, самописецът се поставя в началната точка, включва се нужният мащтаб на картата и се проверя правилността на въвеждане на изходните данни. По време на нормалната работа на долната карте графически се нанася курса на кораба при плаването, на горната карта постоянно се указва мястото на кораба, а също така се извършва постоянно изчисляване и указване на текущите координати на съда.
Системата за опознаване „свой-чужд“ „Нихром“ включва два комплекта за запитване „Никель“ и за отговор „Хром“, които работят с 2 РЛС МР-300 „Ангара“. Апаратурата „Нихром“ позволява да се провежда опознаване на надводни и въздушни цели за определянето на тяхната принадлежност към своите въоръжени сили.
РЛС за радиотехническо разузнаване (РТР) МРП-11-12 „Залив“ със сантиметров диапазон на вълните, предназначена за засичане на работата на РЛС на противника. Станцията има далечина на откриване на РЛС на противника до 30 км с непрекъснато време за действие от 48 часа. Времето за подготовка на станцията за работа съставлява 30 секунди.
РЛС радиоелектронна борба (РЕБ) „Краб-11“ и „Краб-12“, със сантиметров диапазон на вълните за създаване на шумови смущения като активно средство за радиоелектронно противодействие срещу РЛС на противника.
ГАС звукоподводной связи МГ-26 „Хоста“ принята на вооружение в 1960 году. ГАС обеспечивает опознавание подводных лодок и связь с ними в подводном положении в телеграфном и телефонном режимах.
ХАС ГС-572 „Геркулес-2“ с кръгов и стъпков обзор с подвижна подкилна антена, която е предназначена за откриване на подводни цели и предаване на целеуказание към торпедното и реактивно-бомбометното оръжие. Антената на станцията, в подвижен подкилен обтекател, може да се вдига и спуска с помощта на електромехано задвижване или ръчно. ХАС има максималната възможна енергийна далечина на откриване на подводни лодки при нормални хидроложки условия (по проект) до 7 км, за торпеда и котвени мини до 2 км, а по дълбочина на до 300 метра. Реално тя може да засече подводна лодка плаваща в подводно положение със скорост 4 – 5 възела на дистанции до 1 км при скорост на хода на самия кораб от 15 възела.
Жирокомпасът от типа „Курс-4“ е двуроторен с чувствителен елемент във вид на плаваща жиросфера, прототипът за който се явява жирокомпасът „Нов Аншютц“, създаден в Германия през 1926 г. Жирокомпасът има превключател на загасването, осигуряващ по-малка величина на балистичната погрешност и самосинхронизиращи се приемащи периферийни прибори, което не изисква систематичен контрол на тяхната съгласуваност с основния компас. Времето за готовност след пуск (време за настройване към меридиана) съставлява 4 – 6 часа. Показанията на жирокомпаса постъпват в повторители. Последните са разположени на различни места и по бойните постове и след тяхното включване и синхронизиране с жирокомпаса показват курса на кораба.

### Брониране
Оръдията на универсалния калибър, разположени в кърмовата част на горната палуба, са защитени от противоосколочна броня с дебелина 20-40-мм. Огражденията на мостика, котелните кожуси, торпедните апарати и кранците за първите изстрели са защитени от противоосколочна броня с дебелина 8-10-мм.

### Енергетична установка
Енергетичната установка е котлотурбинна и е проектирана по ешелонния принцип в две машинно-котелни отделения. На крайцерите от проекта 58 за първи път в съветския флот са използвани високонапорните котли с турбокомпресорно впръскване на въздуха от типа КВН-95/64. Новите котли позволяват двойно да се увеличи напрежението на подгрявания обем, да се снижи относителното тегло с 30% и да се повиши КПД на пълен ход с 10% в сравнение с котлите от предшестващите типове. При това КПД на ниски и средни скорости до известна степен се намалява. Освен това температурата на отработените газове се понижава с 60%.
Като главни турбозъбчати агрегати (ГТЗА) на крайцерите са използвани парните турбини тип ТВ-12. От по-ранните, при есминците, турбини ТВ-8 те се различават с по-голяма с 25% мощност, по-малко с 35% относително тегло, КПД по-голямо с 2 – 4% в различните режими при еднакви габарити. Управлението на всички механизми може да се осъществява както от местни постове, така и дистанционно, от херметични кабини.
Електроенергията за кораба се осигурява от две електростанции в състав два турбогенератора ТД-750, с мощност 750 кВ и два дизел-генератора ДГ-500 с мощност по 500 кВт. Те произвеждат трифазен променлив ток с напрежение 380 В.

### Екипаж и условия за обитаемост
Според утвърдения щат се предвижда, че екипажът на корабля ще наброява 27 офицера, 29 мичмана и главни старшини и 283 матроса и старшини на срочна служба. Обитаемостта за личния състав, по сравнение с предходните проекти, е подобрена за сметка на обособяване (за първи път на съветските кораби) на помещение за столова, което осигурява разполагането на 2/3 от старшините и матросите. В столовата, освен приемането на храна, се провеждат културно-масови мероприятия – прожеции на филми, лекции, събрания и т.н. В бойни условия в столовата се разгръща операционен пункт.
На първото ниво на носовата надстройка се намират коридорът за офицерите, салонът и спалнята на командира на кораба, апартаментите за командира на съединението или ескадрата, каютите на старшите офицери на кораба (заместникът по политическата част, старшия помощник, командира на БЧ-5), строевата канцелария.
На третия етаж на носовата надстройка и във второто ниво на фокмачтата са изпълнени ходовата и сигналната рубки, както и ходовият мостик.
На първото ниво на средната надстройка се разполагат камбузът, картофочистачката и транжорната, както и постове.
Във второто ниво на гротмачтата са направени резервен команден пункт (КП) и страничните открити площадки за сигналчиците и вахтените офицери. В корпусът е разположен комплексът на главния команден пункт (ГКП) и всички бойни постове, а преминаването към тях е осигурено без излизане на горната палуба за по-добро изпълнение на изискванията за противоатомна (ПАЗ) и противохимична (ПХЗ) защити. Системата за противоатомна и химична защити осигуряват пълна херметизация на помещенията при воденето на бой в течение на три часа, чрез използване на системи за филтровентилация и оросяване на надстройките и палубите.
Жилищните помещения на екипажа (матросите и старшините) се намират на горната и долната палуби, където в кубриците има стационарни койки, разположени на няколко нива. Личните вещи и екипировката на екипажа се съхранява в кутии – рундуци. Столовата на екипажа е устроена на горната палуба под полубака в средната част на кораба. Офицерите се разполагат в каюти на горната (под полубака) и долната палуби в носовата част на кораба, а мичманите и старшините на свръхсрочна служба в каюти на долната палуба в кърмовата част. Офицерите, мичманите и старшините на свръхсрочна служба се хранят в две каюткомпании, каюткомпанията за офицерите е разположена по десния борд, в носовата част, на горната палуба, а каюткомпанията за мичманите и старшините на свръхсрочна служба – по левия борд, в кърмовата част, на долната (жилищна) палуба. За съхранение на запаса от провизии, различното имущество за машинната, артилерийската, минната, шкиперската и другите части на кораба са предвидени специални килери. Бързоразвалящите се продукти се съхраняват в хладилна камера, направена в съседство с помещението на рефрижераторната машина. На крайцера има оборудвани баня, душове, перално помещение, гладилно помещение, фризьорски салон, умивални и галюни.
Медицинският блок се състои от лазарет, изолатор и амбулатория. Отоплението на помещенията се осигурява от калорифери. Спасителните средства на крайцера се състоят от командирски катер, работен катер, шествеселен ял, 10 твърди 18-местни спасителни сала (СПС-18) и спасителни пояси. Катерите са разположени върху ростри на средната надстройка отстрани на втория комин.

### Модернизации и преоборудване
Проектът 58М е е вариант за модернизация на корабите от проекта 58. Усилва се ракетното, зенитното и радиотехническото въоръжение. Техническият проект предвижда модернизацията на комплекса П-35 с усъвършенстваната ракета 3М44 „Прогресс“, модернизация на комплекса М-1 „Волна“, поставянето на четири АК-630 с близък радиус на действие и с 2 СУ МР-123 „Вымпел“, втора РЛС за навигация „Дон“ и най-новите средства за радиолокация, опознаване и радиоелектронна борба. Корпусът на крайцера е подложен на преправяне. Значително е изменена конфигурацията на носовата надстройка във връзка с поставянето на 4-те шестстволни 30-мм артустановки АК-630М, по две на всеки борд и 2-те РЛС за управление на тяхната стрелба. В района между мачтите, на палубата на полубака, е създадена нова неголяма надстройка за разполагане на системата за далечна свръзка. На нея също са разположени двете 45-мм салютни оръдия, които по-рано се намират на ростри при гротмачтата. На рострите при гротмачтата, там където по-рано стоят 45-мм салютни оръдия са монтирани закритите помещения за разполагане на апаратурата на системите за прием на данни и целеуказание от вертолетите и самолетите със системата „Успех-У“, която се използва за радиолокационното насочване на корабните крилати ракети 3М44 „Прогресс“.

## История на службата
През 1962 г. умира първият заместник на главкома на ВМФ Арсений Григориевич Головко и ракетният крайцер „Доблестный“ е преименуван на „Адмирал Головко“. На 22 януари 1965 г. е включен в състава на Северния флот. От 1 юни до 31 юни 1967 г., се намира в зона на военни действия, изпълнявайки бойна задача по оказване на помощ на въоръжените сили на Египет.
От 22 март 1968 г. е предаден в състава на Черноморския флот. Посещения:
- 08 – 13.05.1970 г. визита в Алжир;
- 03 – 07.08.1972 г. – в Констанца (Румъния);
- 21 – 26.08.1975 г. – в Тунис;
- 22 – 27.06.1978 г. – в Латакия (Сирия).

Крайцерът е планиран за отписване от флота в началото на 90-те г., но благодарение на ентузиазма на екипажа и шефската помощ на префектурата на Западния окръг на Москва е проведен неговия ремонт. В периода от 04.06.1982 г. до 01.03.1989 г. той преминава в „Севморзавод“, в Севастопол, основен ремонт. През 1991 г. влиза в състава на 150-та Червенознаменна бригада надводни кораби. В периода от 1990 г. до 1999 г., по време на влизането в ремонт в град Николаев на ракетния крайцер „Москва“ (бивш ракетен крайцер „Слава“), се явява единственият ракетен крайцер в Черноморския флот. През октомври 1996 г., в качеството на флагман, успешно участва в сбор-поход. През юли на следващата година „Адмирал Головко“ става най-добрият кораб в дивизията. През април 1998 г., на пролетния сбор-поход, успешно стреля с главния комплекс. През октомври 1998 г., а също така и през 1999 г., за ракетната си стрелба екипажът на крайцера е награден с наградата на главкома на флота и получава званието „Най-добър кораб на ВМФ по ракетна подготовка“. През 2002 г. ракетният крайцер „Адмирал Головко“ навършва 40 години. Това е рекордна възраст сред руските крайцери. Към това време всички негови събратя вече са завършили своята служба.

### Инцидентът с БТ „Херсонский Комсомолец“
На 12 август 1980 г., по време на ракетните стрелби за Приза на ГК на ВМФ на СССР, РКР „Адмирал Головко“ с ракета П-35 вместо щита-мишена поразява корабът от отцеплението на района на стрелбите БТ „Херсонский комсомолец“. Ракетата носи инертна бойна част, влиза в левия борд между камбуза и радиорубката с курсов ъгъл 45, излиза между поста на енергетичната установка и живучест (ПЕЖ) и столовата. В резултат на това загиват 4 члена от екипажа. Корабът губи захранване, слипсва свръзка, повреждена е рулевата установка. Пробойната е затворена в морето. Крайцерът „Москва“ осъществява буксирането на повредения БТ „Херсонский Комсомолец“.

## Край на службата
На 13 ноември 2002 г. на ракетния крайцер „Адмирал Головко“ е спуснат военноморският флаг. След демонтаж на въоръженията, на 24 декември 2002 г. започва неговото буксиране към град Инкерман за утилизация. Разкомплектован е за метал в периода 2003 – 2004 г. Флагът на ракетния крайцер „Адмирал Головко“ се съхранява в музея на Черноморския флот.

## Тактически номер
| Тактически номер | Дата |
| ---------------- | ---- |
| 810              | 1967 |
| 852              | 1969 |
| 857              |      |
| 851              | 1975 |
| 019              | 1978 |
| 845              | 1979 |
| 121              | 1979 |
| 118              | 1981 |
| 844              | 1982 |
| 110              | 1984 |
| 105              | 1990 |
| 118              | 1994 |
| 849              |      |
| 853              |      |
| 854              |      |
| 859              |      |
| 130              |      |
| 170              |      |
| 485              |      |